# Barbara D'Urso
Barbara D'Urso, née Maria Carmela D'Urso le 7 mai 1957 à Naples, est une actrice, chanteuse et présentatrice de télévision italienne.

## Biographie
Barbara D'Urso est née à Naples, en Campanie. Son père est originaire de Laurenzana et sa mère est née à Sant'Eufemia d'Aspromonte. Elle a fait ses débuts en 1977 dans le programme Goal aux côtés de Diego Abatantuono, Teo Teocoli et Massimo Boldi. L'année suivante, elle participe à l'émission de variétés Stryx. En 1979, elle présente l'émission Che combinazione diffusée sur Raidue et, l'année suivante, avec Pippo Baudo, elle apparaît dans Domenica In de Raiuno. La même année, en 1980, elle fait également ses débuts en tant que chanteuse avec le single Dolceamaro.
En 1984, elle est apparue nue sur la couverture des magazines Playboy et Playmen. Après cela, elle a commencé à travailler pour le réseau de télévision de Silvio Berlusconi. En 1995, elle présente Agenzia matrimoniale puis revient à la RAI avec In famiglia et Le ragazze di piazza di Spagna, Donne di mafia et Una donna scomoda.
Pendant trois ans, Barbara D'Urso présente trois éditions du Grande Fratello, la version italienne du Big Brother (une en 2003 et deux en 2004). En 2005, elle est l'hôte de la version italienne de The Farm, elle poursuit l'expérience pendant deux ans. En juin 2005, elle joue un rôle dans la série télévisée Ricomincio da me.
En 2006, elle a participé à Reality Circus  et en 2007 à Uno due tre stalla.
En janvier 2008, elle présente Mattino Cinque avec Claudio Brachino, puis au printemps 2008 avec Lo show dei record, dédié au Livre Guinness des records.  En automne 2008, elle présente le spectacle prime time Fantasia et dans la saison 2008/2009 Pomeriggio Cinque et Mattino Cinque.
Durant la saison 2009/2010, elle quitte Mattino Cinque et devient la présentatrice de Domenica Cinque, une émission du dimanche après-midi. À partir de 2011, elle présente Pomeriggio 5.  Lors de la saison 2011, elle est remplacée par Federica Panicucci.
En décembre 2010, elle anime en compagnie de Veronica Ciardi et Serena Garitta le spectacle Capodanno Cinque sur Canale 5 et, en janvier 2011, quitte Domenica Cinque pour animer le spectacle Stasera che sera!, diffusé  pendant deux épisodes et suspendu. En septembre 2011, elle anime le programme Baila! annulé après deux transmissions en raison de plagiat de l'émission Dancing with the Stars.

## Discographie
- Dolceamaro/Se mi guardi così (1980)
- Dolceamaro remix (2019)

## Filmographie
- 1982 : Erba selvatica de Gianfranco Campigotto
- 1985 : Blues metropolitano (Blues metropolitano) de Salvatore Piscicelli
- 1989 : Vogliamoci troppo bene (it) de Francesco Salvi
- 1992 : Non chiamarmi Omar (it) de Sergio Staino
- 1995 : Mollo tutto (it) de José María Sánchez
- 1995 : Le Roman d'un jeune homme pauvre (Romanzo di un giovane povero) d'Ettore Scola
- 1999 : Il manoscritto di Van Hecken (it) de Nicola De Rinaldo
- 1999 : Tutti gli uomini del deficiente (it) de Paolo Costella
- 2004 : Per giusto omicidio de Diego Febbraro

## Documentaire
- Il Ribelle – Giacomo Franciosa – (2010)

## Séries TV
(mai 2023).
- Delitto in via Teulada – Aldo Lado (1979)
- La casa rossa – Luigi Perelli (1981)
- Skipper – Roberto Malenotti (1984)
- Giorno dopo giorno – (1985)
- Bony – Gary Conway, Chris Langman and Paul Moloney (1992)
- Dottoressa Giò – Marcello Cesena (1995)
- La dottoressa Giò – Filippo De Luigi (1997)
- La dottoressa Giò 2 – Filippo De Luigi (1998)
- Le ragazze di Piazza di Spagna – (1998)
- Three Girls from Rome (remake) – José María Sánchez (1998)
- Donne di mafia – Giuseppe Ferrara (2001)
- Lo zio d'America – Rossella Izzo (2002)
- Ugo – Giorgio Bardelli (2002)
- Orgoglio – Vittorio De Sisti and Giorgio Serafini (2004)
- Noi – Peter Exacoustos (2004)
- Una donna scomoda – Sergio Martino (2004)
- Rocco – Nicolò Bongiorno (2004)
- Ricomincio da me – Rossella Izzo (2005)
- Il Vegetale - Fabio Rovazzi and Gennaro Nunziante (2018)

## Télévision
- Goal, (Telemilano 58, 1977)
- Stryx, (Rai 2, 1978)
- Che combinazione, (Rai 1, 1979)
- Domenica in, (Rai 1, 1980)
- Forte fortissimo, (Rai 2, 1982)
- Fresco fresco, (Rai 2, 1982)
- Serata da campioni, (Rai 1, 1987)
- La lunga notte di Biancaneve (Rai 1, 1987)
- Per amore (Odeon TV, 1989)
- Agenzia (Retequattro, 1996)
- In famiglia, (Rai 2, 1996–1997)
- Festival di Napoli, (Retequattro, 1998)
- Grande Fratello, (Canale 5, 2003–2004, 2018-présent)
- La fattoria, (Canale 5, 2005–2006)
- Trofeo Birra Moretti (Canale 5, 2005–2007)
- Lo show dei record (Canale 5, 2006, 2008–2009)
- Reality Circus, (Canale 5, 2006)
- Uno due tre stalla (Canale 5, 2007)
- Mattino Cinque (Canale 5, 2008–2009)
- Fantasia (Canale 5, 2008)
- Domenica Cinque (Canale 5, 2009–2010)
- A gentile richiesta (Canale 5, 2010)
- Capodanno Cinque (Canale 5, 2010–12)
- Stasera che sera! (Canale 5, 2011)
- Baila! (Canale 5, 2011)
- Domenica Live (Canale 5, from 2012 until now)
- Pomeriggio Cinque (Canale 5, from 2008 until now)
- Kontrata per Shqiperine (Agon Channel, Albanian TV, 2013)

## Théâtre
- Appuntamento d'amore –  P. Passalacqua (1993)
- E meno male che c'è Maria –  P. Garinei (1999)
- Lisistrata – Walter Manfrè (2002)
- La vedova scaltra –  W. Manfrè (2007)
- Il letto ovale –  G. Landi (2007–2008)

## Publications
- Più forti di prima, (Arnoldo Mondadori Editore, 2010)
- Tanto poi esce il sole, (Arnoldo Mondadori Editore, 2011)
- Ma credo ancora nell'amore – Sopravvivere alle ferite del cuore, (Arnoldo Mondadori Editore, 2012)
- Ecco come faccio, (Arnoldo Mondadori Editore, 2013)
- Par a sor ra fess